# Savassi

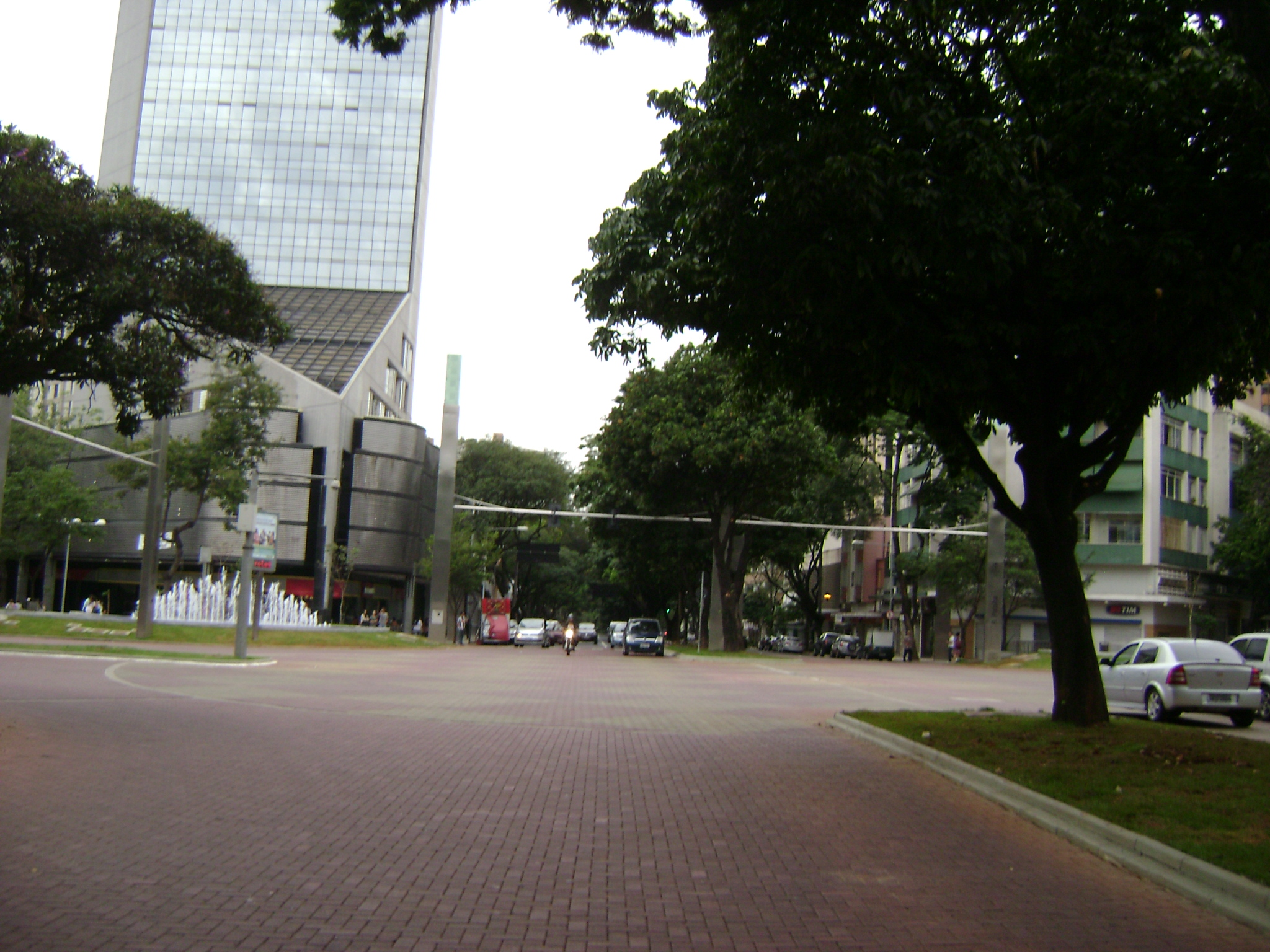
Praça Diogo de Vasconcelos.

Savassi es un barrio de Belo Horizonte.